# Aung San

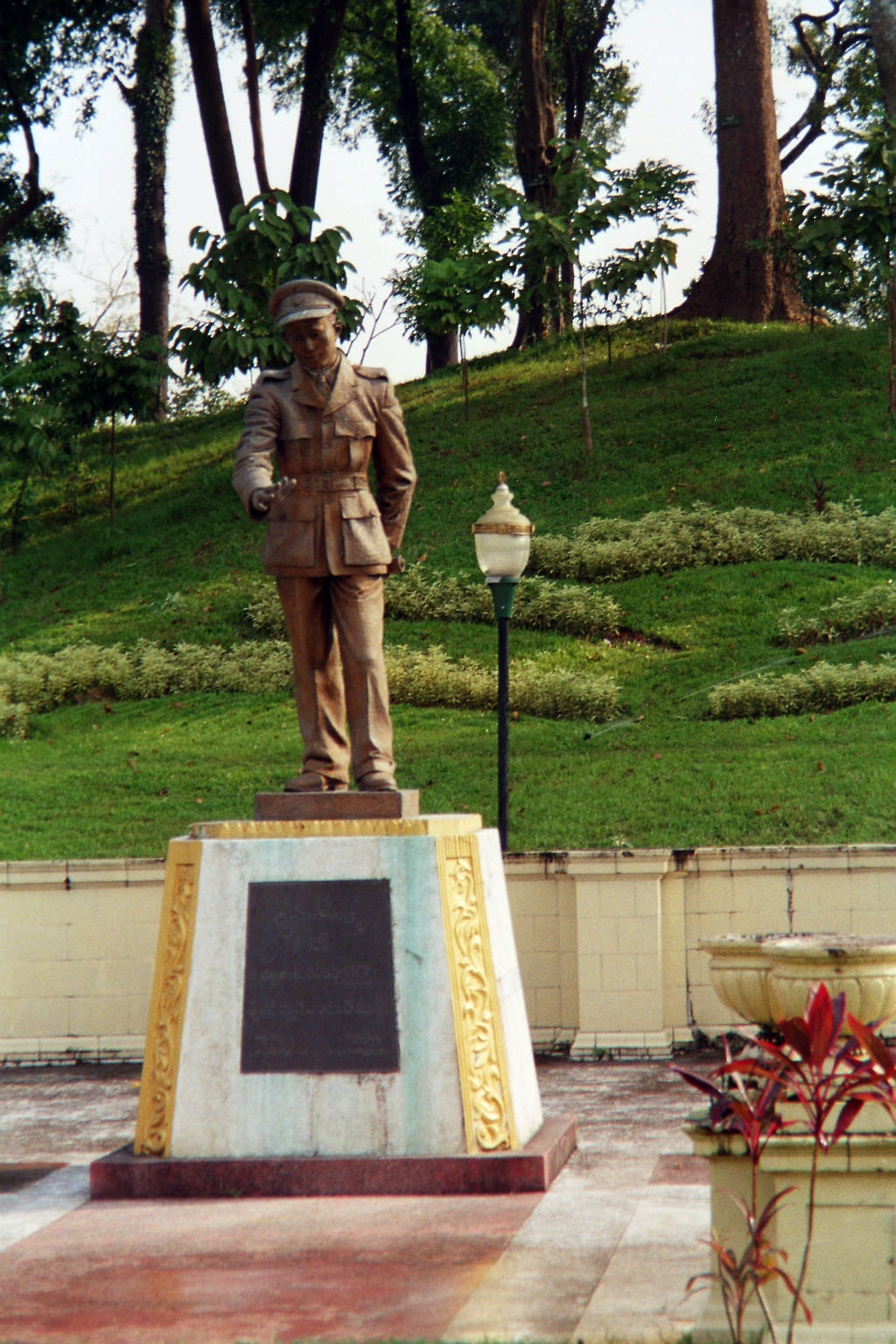
Estàtua commemorativa d'Aung San a Rangun

Aung San, també conegut com a Bogyoke (Natmauk, 13 de febrer del 1915 – Yangon, 19 de juliol del 1947) fou un militar i polític nacionalista birmà que lluità per la independència de Birmània. Fou comandant de l'Exèrcit per a la Independència de Birmània i president de la Lliga Anti-feixista per a la Llibertat dels Pobles, la coneguda com a AFPEL.